# Малави на Светском првенству у атлетици на отвореном 2015.
Малави су учествовали на Светском првенству у атлетици на отвореном 2015. одржаном у Пекингу од 22. до 30. августа тринаести пут. Репрезентацију Малавиа представљао је један такмичар који се такмичио у трци на 5.000 метара.,
На овом првенству Малави нису освојили ниједну медаљу, али је Стјуарт Банда оборио лични рекорд.

## Учесници
Мушкарци :
- Стјуарт Банда — 5.000 м

## Резултати

### Мушкарци
| Атлетичар     | Дисциплина | Лични рекорд | Квалификације | Квалификације | Полуфинале | Полуфинале | Финале               | Финале       | Детаљи |
| Атлетичар     | Дисциплина | Лични рекорд | Резултат      | Место         | Резултат   | Место      | Резултат             | Место        | Детаљи |
| ------------- | ---------- | ------------ | ------------- | ------------- | ---------- | ---------- | -------------------- | ------------ | ------ |
| Стјуарт Банда | 5.000 м    |              | 14:49,31 ЛР   | 19. у гр. 1   |            |            | Није се квалификовао | 37 / 39 (41) |        |